# Bellator 5
Bellator 5 foi um evento de MMA (artes marciais mistas) organizado pelo Bellator Fighting Championships, realizado no Hara Arena, em Dayton, Ohio nos Estados Unidos no dia 1 de maio de 2009. Foi transmitido nacionalmente nos EUA através de VT (video-tape) na noite seguinte, sábado 2 de maio, através de um acordo de exclusividade com a ESPN Deportes.
O evento contou com as semi-finais do torneio dos leves. Estrearam na promoção Dave Herman e o ex-UFC Dan Evensen. Todas as lutas foram disputadas sob as regras unificadas de MMA.

## Card Oficial
|  | Quartas-de-final | Quartas-de-final | Quartas-de-final |               |                | Semi-finais    | Semi-finais | Semi-finais |  |  | Final | Final | Final |  |
|  |                  |                  |                  |               |                |                |             |             |  |  |       |       |       |  |
|  | Estados Unidos   | Eddie Alvarez    | FIN              |               |                |                |             |             |  |  |       |       |       |  |
|  | Estados Unidos   | Eddie Alvarez    | FIN              |               |                |                |             |             |  |  |       |       |       |  |
|  | Reino Unido      | Greg Loughran    | 1                |               |                |                |             |             |  |  |       |       |       |  |
|  | Reino Unido      | Greg Loughran    | 1                |               | Estados Unidos | Eddie Alvarez  | FIN         |             |  |  |       |       |       |  |
|  |                  |                  |                  |               | Estados Unidos | Eddie Alvarez  | FIN         |             |  |  |       |       |       |  |
|  |                  |                  | Estados Unidos   | Eric Reynolds | 3              |                |             |             |  |  |       |       |       |  |
|  | Estados Unidos   | Thomas Schulte   | Estados Unidos   | Eric Reynolds | 3              | TKO            |             |             |  |  |       |       |       |  |
|  | Estados Unidos   | Thomas Schulte   |                  |               |                |                |             |             |  |  |       |       |       |  |
|  | Estados Unidos   | Eric Reynolds    | 1                |               |                |                |             |             |  |  |       |       |       |  |
|  | Estados Unidos   | Eric Reynolds    | 1                |               | Estados Unidos | Eddie Alvarez  |             |             |  |  |       |       |       |  |
|  |                  |                  |                  |               |                |                |             |             |  |  |       |       |       |  |
|  |                  |                  | Estados Unidos   | Toby Imada    |                |                |             |             |  |  |       |       |       |  |
|  | Estados Unidos   | Jorge Masvidal   | Estados Unidos   | Toby Imada    | TKO            |                |             |             |  |  |       |       |       |  |
|  | Estados Unidos   | Jorge Masvidal   |                  |               |                |                |             |             |  |  |       |       |       |  |
|  | Estados Unidos   | Nick Agallar     | 1                |               |                |                |             |             |  |  |       |       |       |  |
|  | Estados Unidos   | Nick Agallar     | 1                |               | Estados Unidos | Jorge Masvidal | FIN         |             |  |  |       |       |       |  |
|  |                  |                  |                  |               | Estados Unidos | Jorge Masvidal | FIN         |             |  |  |       |       |       |  |
|  |                  |                  | Estados Unidos   | Toby Imada    | 3              |                |             |             |  |  |       |       |       |  |
|  | Estados Unidos   | Toby Imada       | Estados Unidos   | Toby Imada    | 3              | FIN            |             |             |  |  |       |       |       |  |
|  | Estados Unidos   | Toby Imada       |                  |               |                |                |             |             |  |  |       |       |       |  |
|  | Estados Unidos   | Alonzo Martinez  | 1                |               |                |                |             |             |  |  |       |       |       |  |